# Arrecifes Gaven
Los Arrecifes Gaven o Arrecifes Burgos (en chino: 南薰礁; en tagalo: Mga Bahura ng Burgos; en vietnamita: Đá Ga Ven) es un grupo de dos arrecifes en el Banco Tizard de las Islas Spratly en el Mar de China Meridional.
Son controlados por China como parte de Sansha, y reclamadas por las Filipinas y Vietnam. Tienen una plataforma de suministros y una fortaleza arrecife. La plataforma construida tiene cañones antiaéreos, cañones navales, radares de búsqueda y equipos de comunicaciones de radio.
El arrecife norte (Naxun Jiao) dispone de 86 ha y su punto más alto se encuentra a 1,9 metros. El arrecife sur (Xinan Jiao) tiene 67 ha.